# McKenzie-Scharte
Die McKenzie-Scharte ist ein Gebirgspass im ostantarktischen Viktorialand. In den Bowers Mountains liegt sie nordwestlich des McLin-Gletschers.
Wissenschaftler der deutschen Expedition GANOVEX I (1979–1980) nahmen ihre Benennung vor. Benannt ist sie offensichtlich nach dem benachbarten McKenzie-Nunatak. Dessen Namensgeber ist der US-amerikanische Glaziologe Garry Donald McKenzie (* 1941), der zwischen 1966 und 1967 in diesem Gebiet tätig war.